# U23-Weltmeisterschaften im Rudern 2010
Die U23-Weltmeisterschaften im Rudern 2010 fanden vom 22. bis 25. Juli 2010 in Brest in Belarus statt. Die Wettbewerbe wurden auf dem Ruderkanal Brest ausgetragen.
Ein Jahr zuvor wurden schon die Ruder-Europameisterschaften 2009 auf dem Ruderkanal in Brest ausgetragen.
Bei den Meisterschaften wurden 21 Wettbewerbe ausgetragen, davon zwölf für Männer und neun für Frauen.
Teilnahmeberechtigt war eine Mannschaft je Wettbewerbsklasse aus allen Mitgliedsverbänden des Weltruderverbandes. Eine Qualifikationsregatta existierte nicht.

## Ausgeschriebene Wettbewerbe
| Männer           | Frauen           |
| ---------------- | ---------------- |
| Einer            | Einer            |
| LGW-Einer        | LGW-Einer        |
| Doppelzweier     | Doppelzweier     |
| LGW-Doppelzweier | LGW-Doppelzweier |
| Doppelvierer     | Doppelvierer     |
| LGW-Doppelvierer | LGW-Doppelvierer |
| Zweier ohne      | Zweier ohne      |
| LGW-Zweier ohne  |                  |
| Vierer ohne      | Vierer ohne      |
| LGW-Vierer ohne  |                  |
| Vierer mit       |                  |
| Achter           | Achter           |

## Ergebnisse
Hier sind die Medaillengewinner aus den A-Finals aufgelistet. Diese waren mit sechs Booten besetzt, die sich über Vor- und Hoffnungsläufe sowie Viertel- und Halbfinals für das Finale qualifizieren mussten. Die Streckenlänge betrug in allen Läufen 2000 Meter.

### Männer
| Bootsklasse                                   | Gold | Gold    | Silber | Silber  | Bronze | Bronze  |
| --------------------------------------------- | --- | ------- | --- | ------- | --- | ------- |
| Einer (BM1x)                                  | Deutschland Karl Schulze | 7:08,08 | Aserbaidschan Aleksandar Aleksandrov | 7:13,11 | Griechenland Stergios Papachristos | 7:20,54 |
| Leichtgewichts-Einer (BLM1x)                  | Iran Mohsen Shadi Naghadeh | 7:17,93 | Vereinigtes Königreich Peter Chambers | 7:19,59 | Brasilien Ailson Silva | 7:23,38 |
| Doppelzweier (BM2x)                           | Lettland Lauris Šīre Dairis Adamaitis | 6:26,37 | Deutschland Eric Johannesen Sebastian Peter | 6:30,43 | Litauen Saulius Ritter Rolandas Maščinskas | 6:31,89 |
| Leichtgewichts-Doppelzweier (BLM2x)           | Griechenland Panagiotis Magdanis Eleftherios Konsolas | 6:42,78 | Vereinigtes Königreich Benjamin Rowe Kieren Emery | 6:44,29 | Dänemark Peter Nørlem Andreas Rambøl | 6:45,21 |
| Doppelvierer (BM4x)                           | Kroatien David Šain Martin Sinković Damir Martin Valent Sinković                                                                                          | 6:01,42 | Russland Maxim Bashkatow Denis Pribyl Wjatscheslaw Michailewski Dmitri Chmylnin                                                                            | 6:07,92 | Ukraine Iwan Jurtschenko Oleksandr Nadtoka Iwan Futryk Iwan Dowhodko                                                                                        | 6:08,54 |
| Leichtgewichts-Doppelvierer (BLM4x)           | Deutschland Michael Etzkorn Julius Peschel Jonas Wagner Konstantin Steinhübel                                                                             | 6:14,07 | Irland Niall Kenny Michael Maher Mark O’Donovan Justin Ryan                                                                                                | 6:15,86 | Vereinigtes Königreich Zak Lee-Green Sam Scrimgeour Jamie Watson Carl Delaney                                                                               | 6:20,06 |
| Zweier ohne Steuermann (BM2-)                 | Südafrika John Smith Lawrence Brittain | 6:45,46 | Kanada Anthony Jacob Conlin McCabe | 6:46,96 | Rumänien Ionut Minea Marius Luchian | 6:49,22 |
| Leichtgewichts-Zweier ohne Steuermann (BLM2-) | Niederlande Vincent Muda Tycho Muda | 6:52,56 | Frankreich Charles Breschet Edouard Jonville | 7:03,11 | Deutschland Yannic Corinth Lasse Antczak | 7:04,46 |
| Vierer ohne Steuermann (BM4-)                 | Italien Mario Paonessa Francesco Fossi Vincenzo Capelli Andrea Palmisano                                                                                  | 6:06,80 | Vereinigtes Königreich Nathaniel Reilly-O’Donnell Matthew Rossiter George Nash Constantine Louloudis                                                       | 6:08,48 | Australien William Lockwood Dominic Grimm Nicholas Purnell Joshua Dunkley-Smith                                                                             | 6:08,55 |
| Leichtgewichts-Vierer ohne Steuermann (BLM4-) | Vereinigtes Königreich David Jones Jonathan Clegg William Fletcher Jamie Kirkwood                                                                         | 6:22,62 | Italien Catello Amarante Luca De Maria Luca Motta Corrado Regalbuto                                                                                        | 6:23,86 | Vereinigte Staaten Austin Meyer William Newell Edward King Robin Prendes                                                                                    | 6:24,70 |
| Vierer mit Steuermann (BM4+)                  | Italien Massimiliano Landi Emanuele Liuzzi Rosario Agrillo Simone Ponti Pietro Vitucci (Stm.)                                                             | 6:14,26 | Deutschland Kay Rückbrodt Milan Dzambasevic Jann-Edzard Junkmann Hannes Ocik Tim Berent (Stm.)                                                             | 6:15,17 | Vereinigtes Königreich Andrew A. Holmes Thomas Clark Ertan Hazine Patrick Lapage Max Gander (Stm.)                                                          | 6:16,19 |
| Achter (BM8+)                                 | Deutschland Hendrik Bohnekamp Marco Neumann Maximilian Munski Felix Wimberger Anton Braun Ruben Anemüller Nils Menke Bastian Bechler Albert Kowert (Stm.) | 5:44,78 | Vereinigte Staaten Samuel Walker Nicholas Lucey Robert Munn Blaise Didier Robert Otto Thomas Dethlefs Nareg Guregian Michael Gennaro Zachary Vlahos (Stm.) | 5:47,48 | Vereinigtes Königreich Karl Hudspith William Satch Matthew Tarrant Calum Wright Frazer Brent Scott Durant Anthony Locke Michael Evans Henry Fieldman (Stm.) | 5:49,75 |

### Frauen
| Bootsklasse                         | Gold | Gold    | Silber | Silber  | Bronze | Bronze  |
| ----------------------------------- | --- | ------- | --- | ------- | --- | ------- |
| Einer (BW1x)                        | Litauen Donata Vištartaitė | 7:50,15 | Estland Kaisa Pajusalu | 7:54,47 | Vereinigte Staaten Lindsay Meyer | 7:55,04 |
| Leichtgewichts-Einer (BLW1x)        | Belarus Alena Furman | 8:12,34 | Japan Atsumi Fukumoto | 8:18,72 | Südafrika Kirsten McCann | 8:21,68 |
| Doppelzweier (BW2x)                 | Deutschland Julia Wärmer Lisa Schmidla | 7:03,47 | Belarus Jekaterina Schljupskaja Tatjana Kuchta | 7:08,28 | Vereinigte Staaten Rebecca Donald Elizabeth Donald                                                                                             | 7:20,46 |
| Leichtgewichts-Doppelzweier (BLW2x) | Griechenland Triantafyllia Kalampoka Christina Giazitzidou                                                                                           | 7:28,71 | Neuseeland Lucy Strack Julia Edward | 7:30,95 | Deutschland Helke Nieschlag Sina Burmeister | 7:36,90 |
| Doppelvierer (BW4x)                 | Deutschland Lena Möbus Juliane Domscheit Julia Lier Mareike Adams                                                                                    | 6:32,89 | Russland Inga Dudtschenko Marija Anziferowa Ewgenija Soldunowa Marija Krassilnikowa                                                                  | 6:35,53 | Rumänien Cristina Grigoraș Elena Trifoi Cristina Ilie Ioana Strungaru                                                                          | 6:35,94 |
| Leichtgewichts-Doppelvierer (BLW4x) | Italien Giulia Pollini Sabrina Noseda Eleonora Trivella Deborah Battagin                                                                             | 6:36,87 | Deutschland Merle Schäfer Nora Wessel Leonie Pless Kaja Brecht                                                                                       | 6:38,43 | Frankreich Charlotte Culty Sara Prochasson Carmen Mulot Rachel Jung                                                                            | 6:41,50 |
| Zweier ohne Steuerfrau (BW2-)       | Vereinigte Staaten Ashley Kroll Felice Mueller | 7:14,07 | Rumänien Adelina Boguș Nicoleta Albu | 7:14,38 | Deutschland Nadja Drygalla Anne-Sophie Agarius                                                                                                 | 7:23,70 |
| Vierer ohne Steuerfrau (BW4-)       | Vereinigte Staaten Michaela Strand Hannah Malvin Julianne Smith Sara Hendershot                                                                      | 6:40,33 | Australien Mary Connelly Renee Chatterton Peta White Jessica Molsher-Jones                                                                           | 6:43,19 | Deutschland Mona Benger Lea-Katlen Kühne Kathrin Ketterer Constanze Duell                                                                      | 6:44,37 |
| Achter (BW8+)                       | Vereinigte Staaten Olivia Coffey Jennifer Cromwell Kerry Simmonds Mary Jeghers Kara Kohler Emily Regan Grace Luczak Taylor Ritzel Ariel Frost (Stf.) | 6:31,97 | Neuseeland Genevieve Behrent Hayley Hoogeveen Kylie Wright Fiona Bourke Jessica Loe Zoe Stevenson Tarsha Williams Kelsey Bevan Frances Turner (Stf.) | 6:36,48 | Kanada Ashton Brown Patricia Obee Sarah Black Catherine Hart Christine Roper Lauren Wilkinson Natalie Mastracci Laura Cowal Kristen Kit (Stf.) | 6:38,16 |

## Medaillenspiegel
| Platz | Land                   | Gold | Silber | Bronze | Gesamt |
| ----- | ---------------------- | ---- | ------ | ------ | ------ |
| 1     | Deutschland            | 5    | 3      | 4      | 12     |
| 2     | Vereinigte Staaten     | 3    | 1      | 3      | 7      |
| 3     | Italien                | 3    | 1      |        | 4      |
| 4     | Griechenland           | 2    |        | 1      | 3      |
| 5     | Vereinigtes Königreich | 1    | 3      | 3      | 7      |
| 6     | Belarus                | 1    | 1      |        | 2      |
| 7     | Litauen                | 1    |        | 1      | 2      |
| 7     | Südafrika              | 1    |        | 1      | 2      |
| 9     | Iran                   | 1    |        |        | 1      |
| 9     | Kroatien               | 1    |        |        | 1      |
| 9     | Lettland               | 1    |        |        | 1      |
| 9     | Niederlande            | 1    |        |        | 1      |
| 13    | Neuseeland             |      | 2      |        | 2      |
| 13    | Russland               |      | 2      |        | 2      |
| 15    | Rumänien               |      | 1      | 2      | 3      |
| 16    | Australien             |      | 1      | 1      | 2      |
| 16    | Frankreich             |      | 1      | 1      | 2      |
| 16    | Kanada                 |      | 1      | 1      | 2      |
| 19    | Aserbaidschan          |      | 1      |        | 1      |
| 19    | Estland                |      | 1      |        | 1      |
| 19    | Irland                 |      | 1      |        | 1      |
| 19    | Japan                  |      | 1      |        | 1      |
| 23    | Brasilien              |      |        | 1      | 1      |
| 23    | Dänemark               |      |        | 1      | 1      |
| 23    | Ukraine                |      |        | 1      | 1      |
| Summe | Summe                  | 21   | 21     | 21     | 63     |